# Peter Müller (Märtyrer)
Peter Müller (* 26. September 1884 in Sagetal, Komitat Tolna, Österreich-Ungarn; † 18. Oktober 1951 in Filipowa, Jugoslawien) war ein banatschwäbischer römisch-katholischer Geistlicher und Märtyrer.

## Leben
Peter Müller wurde in Sagetal bei Jink im heutigen Ungarn geboren und in Kollotschau am 24. Juni 1908 zum Priester geweiht. Die Stationen seines Wirkens in der Batschka waren: Filipowa, Weprowatz, Plankenburg, Sombor, Kruschiwl (heute Teil von Graumarkt), Neusatz, Futog, Temerin, 1916–1918 Feldkurat an der italienischen Front und ab 1923 Pfarrer in Filipowa. Wie alle Priester im Bezirk Hodschag wurde er 1945 von den Partisanen verschont, musste aber die Vertreibung seiner 4000 Gläubigen erleben, die durch 5000 Serben ersetzt wurden. Er harrte bei den verbliebenen 40 Katholiken aus und erteilte brieflich Auskünfte an die Vertriebenen. Am 3. Juni 1948 wurde er von der UDBA verhaftet und in Neusatz zu 3 Jahren Zuchthaus verurteilt. Er kam in das Arbeitslager Sabel bei Požarevac, verlor beim Steineklopfen ein Auge und wurde nach 20 Monaten wegen eines Nierenleidens entlassen. Er kehrte nach Filipowa zurück und starb dort im Oktober 1951 an den Folgen der Haft.

## Gedenken
Die katholische Kirche hat Peter Müller als Glaubenszeugen in das deutsche Martyrologium des 20. Jahrhunderts aufgenommen.